# Sanctuaire faunique de Lum Nam Pai
Le sanctuaire faunique de Lum Nam Pai est une zone protégée de Thaïlande. Elle a été créée en 1972 et elle a une superficie de 1 180,94 km2.